# 榆林窟
40°03′28″N 95°56′00″E / 40.05778°N 95.93333°E
榆林窟位于中国甘肃省瓜州县（原名安西县）城南约70公里的榆林河峡谷中，1961年被列为第一批全国重点文物保护单位。敦煌石窟的重要组成部分，与莫高窟并称为姊妹窟。
榆林窟开凿在榆林河峡谷两岸的断崖上，又称万佛峡，现存洞窟四十三个，其中东崖三十二窟，西崖十一窟。因无史料记载，创建年代无从考证，从洞窟形制及壁画风格推断，当不晚于莫高窟。其历史价值与艺术价值在中国唐至元代的石窟寺中具有重要地位。